# دریاچه هینو
دریاچه هینو (انگلیسی: Hino Lake) یک دریاچه در دهستان روگه، شهرستان وورو در جنوب استونی است که ۱۹۸٫۸ هکتار وسعت دارد.